# Caister Castle
Caister Castle är ett slott i Storbritannien.   Det ligger i grevskapet Norfolk och riksdelen England, i den sydöstra delen av landet, 180 km nordost om huvudstaden London. Caister Castle ligger 3 meter över havet.
Terrängen runt Caister Castle är mycket platt. Havet är nära Caister Castle österut.  Närmaste större samhälle är Lowestoft, 19,7 km söder om Caister Castle. 